# Мбенг, Адама
Адама Мбенг (фр. Adama Mbengue;родился 1 декабря 1993 года в Рюфиске, Сенегал) — сенегальский футболист, защитник французского клуба «Шатору».

## Карьера игрока

### Клубная
Мбенг — воспитанник американских академий «Спорт Гэлакси» и «Орландо Сити». 23 июня 2012 года в матче лиги USL Pro против клуба «Харрисберг Сити Айлендерс» дебютировал на взрослом уровне. В составе «Орландо» стал победителем этой лиги в 2013 году.
В 2014—2017 годах выступал за сенегальский клуб «Диамбарс». В июне 2017 года перешёл в французский клуб «Кан», подписав контракт на 4 года. 5 августа 2017 года в матче чемпионата Франции против «Монпелье» дебютировал за новый клуб.

### Международная
17 октября 2015 года в матче против сборной Гвинеи дебютировал за национальную сборную. 17 июня 2018 года из-за травмы Салиу Сисса попал в заявку сборной Сенегал на чемпионат мира.